# Herman Frederik Beenfeldt
Herman Frederik Beenfeldt (20. september 1687 – 24. september 1761 i Jylland) var en dansk officer, far til Frederik Ludvig Christian Beenfeldt.
Han var en søn af Christopher Poul Beenfeldts broder Claus Beenfeldt og Anna Cathrine von Hatten. Ifølge slægtens skik tjente han sig op fra simpel soldat og deltog med de danske hjælpetropper i kampene i
Flandern og Holland. Gentagne gange blev han hårdt såret, således både ved Höchstädt og Ramillies, hvor han fik to heste skudt under sig. Han var dengang adjudant hos brigader Ütterwig, der faldt i slaget. 1709 blev han atter såret ved Malplaquet, fem Beenfeldter siges den dag at have ligget sårede på valpladsen. 1712 blev han ritmester ved Sjællandske nationale Dragonregiment, og samtidig med at have eskadron ved dette regiment var han generaladjudant-løjtnant hos generalmajor Bendix Brockdorff. Han deltog med megen udmærkelse i krigene i Mecklenburg og Pommern og skal især ved Stralsund 1715 have haft lejlighed til at lægge sin dygtighed for dagen. Ved fredens slutning 1720 blev han major og steg i den påfølgende mere fredelige tid efterhånden i vejret. 1729 blev han oberstløjtnant, 1735 oberst og 1749 chef for 5. jyske Rytterregiment, til han 1751 blev generalmajor i rytteriet. 1758 blev han udnævnt til generalløjtnant, kort efter at han samme år var blevet Ridder af Dannebrog. Året efter fik han sin afsked og blev samme år optaget i den danske adel.
Han blev gift 1721 med Marie Elisabeth Pogrell (1687-1734), datter af oberst Henning Mathias Pogrell og Dorthe von Ahnen), der efter sin farbroder arvede Lammehave på Fyn; efter hendes død blev gården i Beenfeldts eje. Han giftede sig igen 1735 med baronesse Ide Dorothea Güldencrone (1713-1745), datter af Jørgen Güldencrone og Viveke født Gersdorff. Han døde 24. september 1761 i Jylland og blev begravet i Herringe Kirke på Fyn. 